# Criminalité à Montréal
La criminalité à Montréal est une mesure des crimes commis sur le territoire des municipalités de l'île de Montréal.

## Description

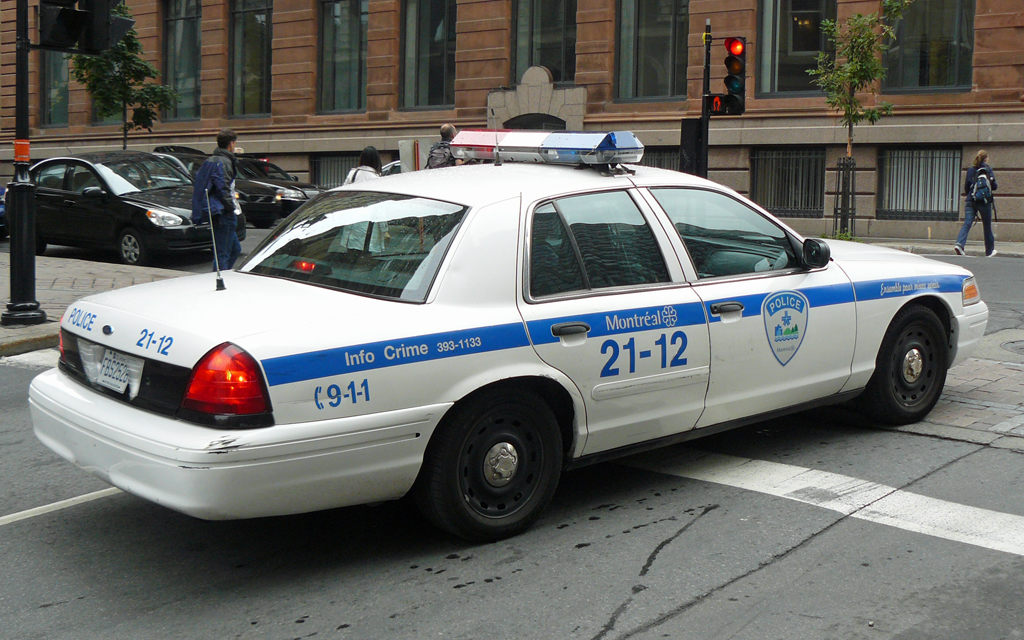
Voiture du Service de police de la ville de Montréal

Comparé à d’autres villes nord-américaines de même taille, Montréal jouit d’un taux de criminalité faible autant au niveau des crimes contre la personne que ceux contre les biens. À l’image du vieillissement de la population aussi observé dans le reste du Québec, la criminalité est en baisse à Montréal depuis les années 2000. C’est le Service de police de la ville de Montréal qui est chargé d’assurer la sécurité publique dans la ville.
Malgré un portrait d’ensemble positif, certaines caractéristiques socio-économiques, tel que le faible revenu, le célibat, la mobilité résidentielle, la présence d’immigrants récents et la forte présence commerciale ont favorisé l’éclosion de certaines concentrations de criminalité dans des quartiers de la métropole québécoise. En plus du Centre-ville, où la majeure partie des infractions sont commises, certains arrondissements où la pauvreté est plus importante comme Mercier–Hochelaga-Maisonneuve, Montréal-Nord et Saint-Henri souffrent d’une criminalité plus importante. Il est à noter que 32 % des crimes violents et 44 % des crimes contre les biens à Montréal sont commis par des personnes qui habitent dans des villes périphériques telles que Laval, Longueuil, Saint-Hubert et Terrebonne.
Montréal est également victime du crime organisé; les groupes les plus importants sont les mafias siciliennes dirigées par la famille Rizzuto et les mafias calabraises dirigées par la famille Cotroni et les motards criminalisés. On dénote aussi la présence de gangs de rue; les Crips et les Bloods.

## Évolution sur les dernières années
Le SPVM relève une hausse de 3,4 % des infractions en 2024, principalement due à une augmentation des agressions. Parallèlement, il est noté une baisse de 25 % des vols de véhicules et une diminution de 19 % de la criminalité liée aux armes à feu.
Statistique Canada note une légère baisse de la criminalité à Montréal, tandis qu’elle reste en hausse modeste ailleurs au Québec et note que les vols de véhicules ont diminué de 27 % au Québec (17 % au Canada).
En revanche, il est observé une hausse des féminicides (+28 cas au Canada) et une envolée des vols à l’étalage (+66 % en dix ans).